# Dark Star (gruppo musicale)
I Dark Star sono stati un gruppo musicale inglese di genere NWOBHM, proveniente da Birmingham. Sono famosi per la loro storica canzone Lady of Mars, uno dei pezzi più noti della scena metal inglese di inizio anni '80.

## Storia
Nel 1976, il cantante Rik Staines e il chitarrista Dave Harrison, dopo lo scioglimento della loro band, chiamata Sweaty Betty, decisero di fondare un nuovo gruppo, insieme al bassista Bruno Stapenhill (famoso per essere stato il fondatore dei Judas Priest insieme al cantante Alan Atkins), che chiamarono Suicide. I Suicide non ebbero però molto successo, e due anni più tardi, nel 1978, dopo aver registrato solo una demo, si sciolsero. Staines e Harrison a quel punto contattarono il chitarrista Robert "Bob" Key, già loro compagno negli Sweaty Betty, e fondarono un nuovo gruppo. Ai tre si aggiunsero il bassista Mark Oseland e il batterista Steve Atkins, provenienti da un gruppo locale, e la band prese il nome di Dark Star. Subito nel 1979 la band registrò una demo di 4 pezzi, contraddistinta da un metal con forti influenze melodiche.
Dopo la demo, la band fu contatta dall'etichetta Avatar Records, che propose ai cinque un contratto. Proprio a quei tempi risale la composizione del loro pezzo più famoso, Lady of Mars, canzone considerata un classico della NWOBHM. L'etichetta pubblicò il pezzo nel 1980, e la canzone ebbe un grandissimo successo, venendo addirittura inserita nell'importante compilation heavy metal Metal for Muthas Vol.2, e ciò permise ai cinque di esibirsi in importanti festival e concerti. Visto il successo riscontrato, la band decise di recarsi in studio per registrare un album, dal titolo omonimo, che fu pubblicato nel 1981. L'album, prodotto dalla Avatar, ebbe un enorme successo tra gli appassionati di heavy metal ed è tutt'oggi considerato un classico della scena NWOBHM. L'anno successivo fu pubblicato un secondo singolo, Kaptain Amerika.
A partire dal 1983, il gruppo iniziò a comporre pezzi per un secondo album, ma poco dopo la scena NWOBHM iniziò a declinare, e il mercato musicale perse interesse per il genere. La band fu allora abbandonata dall'etichetta, e nel 1985, nel mezzo delle registrazioni, a causa di divergenze tra i membri, si sciolse, lasciando l'album incompiuto. Staines lavorò per un certo periodo di tempo per etichette locali, per poi divenire cantante (seppur per pochissimo tempo) e in seguito manager della band power metal Marshall Law; i restanti membri fondarono una nuova band di genere blues rock, chiamata Poker Alice, che ebbe tuttavia vita breve. Solo nel 1987 l'etichetta inglese FM Revolver, avendo ritrovato il materiale incompiuto della band, decise di pubblicare il secondo album, Real to Reel.

## Membri
- Rik Staines - Voce
- Dave Harrison - Chitarra
- Robert "Bob" Key - Chitarra
- Mark Oseland - Basso
- Steve Atkins - Batteria

## Discografia
- Demo - 1979
- Lady of Mars (singolo) - 1980
- Dark Star - 1981
- Kaptain Amerika (singolo) - 1981
- Real to Reel - 1987